# Dahria Beatty
Pour les articles homonymes, voir Beatty.
Dahria Beatty, née le 7 mars 1994 à Whitehorse, au Yukon, est une fondeuse canadienne.

## Biographie
Membre du club de sa ville natale Whitehorse, où elle a commencé à skier à l'âge de trois ans, elle prend part à ses premières compétitions au niveau continental lors de la saison 2009-2010, où elle décroche une première sélection pour les Championnats du monde junior à Hinterzarten. En trois participations aux Championnats du monde junior, son meilleur résultat individuel est quinzième en 2014.
En décembre 2012, Beatty est conviée à l'étape de Coupe du monde à Canmore, où elle réside.
Lors de la saison 2015-2016, elle remporte le classement général de la Coupe nord-américaine. C'est également à Canmore qu'elle marque ses premiers points pour la Coupe du monde en terminant quinzième sur le sprint classique, comptant pour le Ski Tour Canada. Proche d'égaler ce résultat avec deux seizièmes places lors des sprints de Dresde et Planica en 2019, c'est sur une épreuve de distance qu'elle réédite cette performance en 2021 sur la poursuite d'Engadine sur trente kilomètres en style libre.
En 2018, elle prend part à ses premiers jeux olympiques à Pyeongchang, courant cinq épreuves au programme, pour obtenir comme meilleur résultat individuel une 37e place au dix kilomètres libre et deux treizièmes places par équipes.
Aux Championnats du monde, elle compte trois participations en 2017, 2019 et 2021, obtenant comme meilleur résultat par équipes une neuvième place en relais en 2021 à Oberstdorf et en individuel une 31e place sur le sprint en 2019 à Seefeld.

## Palmarès

### Jeux olympiques d'hiver
| Épreuve / Édition   | Sprint                           | Sprint    | 10 km | 10 km                            | Skiathlon 2 × 7,5 km | 30 km | Relais | Relais   |
| Épreuve / Édition   | libre                            | classique | libre | classique                        | Skiathlon 2 × 7,5 km | 30 km | Sprint | 4 × 5 km |
| JO 2018 Pyeongchang | Épreuve inexistante à cette date | 42e       | 37e   | Épreuve inexistante à cette date | 52e                  | -     | 13e    | 13e      |

Légende :
- : pas d'épreuve
- — : Non disputée par Beatty

### Championnats du monde
| Épreuve / Édition        | Sprint                           | Sprint                           | 10 km                            | 10 km                            | Skiathlon 2 × 7,5 km | 30 km | Relais | Relais   |
| Épreuve / Édition        | libre                            | classique                        | libre                            | classique                        | Skiathlon 2 × 7,5 km | 30 km | Sprint | 4 × 5 km |
| Mondiaux 2017 Lahti      | 37e                              | Épreuve inexistante à cette date | Épreuve inexistante à cette date | 38e                              | -                    | 33e   | 13e    | 10e      |
| Mondiaux 2019 Seefeld    | 31e                              | Épreuve inexistante à cette date | Épreuve inexistante à cette date | 49e                              | -                    | 41e   | 12e    | 12e      |
| Mondiaux 2021 Oberstdorf | Épreuve inexistante à cette date | 38e                              | 44e                              | Épreuve inexistante à cette date | -                    | 34e   | 12e    | 9e       |

Légende :
- : pas d'épreuve
- — : Non disputée par Beatty

### Coupe du monde
- Meilleur classement général : 69e en 2021.
- Meilleur résultat individuel : 15e.

#### Classements en Coupe du monde
| Année     | Classement général final | Classement distance | Classement sprint |
| 2015-2016 | 81e                      |                     | 52e               |
| 2016-2017 | 99e                      | 83e                 | 71e               |
| 2017-2018 | 89e                      |                     | 61e               |
| 2018-2019 | 84e                      |                     | 46e               |
| 2019-2020 | 79e                      |                     | 51e               |
| 2020-2021 | 69e                      | 43e                 |                   |

### Championnats du Canada
- Championne sur le cinq kilomètres libre en 2015.
- Championne sur le dix kilomètres libre en 2016.
- Championne sur la poursuite (10 kilomètres libre) en 2019.